# 248 Lameia
A 248 Lameia a Naprendszer kisbolygóövében található aszteroida. Johann Palisa fedezte fel 1885. június 5-én.